# پلاک وسایل نقلیه استان هرمزگان
کدهای استان هرمزگان ۸۴ و ۹۴ است.پلاک های با کد ایران ۸۴ مختص کلانشهر بندرعباس و شهرستان بندر خمیر میباشد و ۹۴ نیز دیگر شهرستان های استان هرمزگان در خودروهای عمومی، تاکسی‌ها و خودروهای دولتی حرف پلاک همیشه یکسان است. اما در خودروهای شخصی این حرف بستگی به شهری دارد که پلاک خودرو در آن ثبت شده‌است.

## کد ۸۴ - مرکز استان (بندرعباس، بندرخمیر)
| حرف | شهرستان                  | وضعیت شماره‌گذاری                                    |
| --- | ------------------------ | --------------------------------------------------- |
| الف | دولتی                    | سرشماره ۲۲ در حال واگذاری                           |
| ب   | بندرعباس، بندر خمیر (۱)  | پایان شماره‌گذاری                                    |
| ت   | تاکسی                    | سرشماره ۲۲ در حال واگذاری                           |
| ج   | بندرعباس، بندر خمیر (۲)  | پایان شماره‌گذاری                                    |
| د   | بندرعباس، بندر خمیر (۳)  | پایان شماره‌گذاری                                    |
| ژ   | جانبازان معلولین         | سرشماره ۱۱ در حال واگذاری سرشماره ۵۱ در حال واگذاری |
| س   | بندرعباس، بندر خمیر (۴)  | پایان شماره‌گذاری                                    |
| ص   | بندرعباس، بندر خمیر (۵)  | پایان شماره‌گذاری                                    |
| ط   | بندرعباس، بندر خمیر (۶)  | پایان شماره‌گذاری                                    |
| ع   | عمومی (۱)                | پایان شماره گذاری                                   |
| ق   | بندرعباس، بندر خمیر (۷)  | پایان شماره گذاری                                   |
| ک   | کشاورزی                  | سرشماره ۲۲ در حال واگذاری                           |
| ل   | بندرعباس، بندر خمیر (۸)  | پایان شماره گذاری                                   |
| م   | بندرعباس، بندر خمیر (۹)  | پایان شماره گذاری                                   |
| ن   | بندرعباس، بندر خمیر (١٠) | سرشماره ۴۳ درحال واگذاری                            |
| و   | ذخیره                    |                                                     |
| ه‍   | ذخیره                    |                                                     |
| ی   | ذخیره                    |                                                     |

## کد ۹۴ - استان هرمزگان
| حرف | شهرستان                     | وضعیت شماره‌گذاری          |
| --- | --------------------------- | ------------------------- |
| ب   | میناب، سیریک (۱)            | پایان شماره‌گذاری          |
| ج   | بندر لنگه، پارسیان، کیش (۱) | پایان شماره‌گذاری          |
| د   | رودان                       | سرشماره ۸۵ در حال واگذاری |
| س   | ابوموسی                     | سرشماره ۱۶ در حال واگذاری |
| ص   | جاسک، بشاگرد                | سرشماره ۴۲ در حال واگذاری |
| ط   | بستک (۱)                    | سرشماره ۹۹ در حال واگذاری |
| ع   | عمومی (۲)                   | سرشماره ۱۸ درحال واگذاری  |
| ق   | حاجی‌آباد                    | سرشماره ۶۱ در حال واگذاری |
| ل   | قشم                         | سرشماره ۷۴ در حال واگذاری |
| م   | میناب، سیریک (۲)            | پایان شماره‌گذاری          |
| ن   | بندر لنگه، پارسیان، کیش (۲) | سرشماره ۶۳ در حال واگذاری |
| و   | میناب، سیریک (۳)            | ذخیره                     |
| ه‍   | بستک (۲)                    | ذخیره                     |
| ی   | ذخیره                       |                           |

پلاک موتورسیکلت: ۸۳۵، ۸۳۶، ۸۳۷، ۸۳۸، ۸۳۹، ۸۴۱، ۸۴۲ 